# Masato Sasaki
Masato Sasaki (佐々木 雅人 Sasaki Masato?), född 9 april 1992 i Saitama prefektur, är en japansk fotbollsspelare.
Sasaki började sin karriär 2015 i YSCC Yokohama. Han spelade 29 ligamatcher för klubben. 2017 flyttade han till Fujieda MYFC.